# Фантоцці страждає знову
«Фантоцці страждає знову» (італ. Fantozzi subisce ancora; «Фантоцці знову розсьорбує», «Фантоцці знову у сідлі», «У Фантоцці знову неприємності») — кінофільм 1983 року є продовженням фільму «Фантоцці проти всіх», однак не є екранізацією однойменної книги Паоло Вілладжо. Ця ексцентрико-сатирична кінокомедія є четвертою серією «фантоцціани» і першою, яка на відміну від попередньої серії, а, також як і всі наступні, є результатом оригінального сценарію. Рекомендується перегляд фільму спільно з батьками.

## Сюжет
Італійці більше люблять підзаробляти, ніж працювати. І бажано в робочий час. А Фантоцці доводиться за всіх розплачуватись, зображаючи перед контролерами бурхливу діяльність, коли в офісі ні душі. Під час групової поїздки на море зі співробітниками ледь не розпалася сім'я Фантоцці і йому прийшлося знову щось робити. З поверненням додому виникла інша проблема: єдина донька вагітна, але коли вона народила. А тут ще і олімпіада з легкої атлетики, яку влаштував новий начальник. І всюди доводиться віддуватись Фантоцці.

## У ролях
- Паоло Вілладжо — Уго Фантоцці
- Анна Маццамауро — синьорина Сільвані
- Джиджі Редер — бухгалтер Філліні
- Мілена Вукотіч — Піна, дружина Фантоцці
- Плініо Фернандо — Маріанджела, донька Фантоцці
- Алессандро Габер — хірург.
- Уґо Болонья — мегадиректор фірми

## Цікаві факти
- Доньку Фантоцці Маріанджеллу насправді грав коротун зі штучним носом.
- Згодом було знято три фильми-продовження про Уго Фантоцці.
- На відміну від попередніх фільмів, в цьому фільмі є не тільки вульгарний, але й епізод з чорним гумором.